# Hrisopiji Devetzi
Hrisopiji »Pigi« Devetzi (grško Χρυσοπηγή Δεβετζή), grška atletinja, * 2. januar 1976, Alexandroupoli, Grčija.
Nastopila je na poletnih olimpijskih igrah v letih 2004 in 2008, kjer je osvojila srebrno in bronasto medaljo v troskoku, slednja ji je bila zaradi dopinga odvzeta, kot tudi bronasta medalja svetovnega prvenstva iz leta 2007 in srebrna medalja iz leta 2008 s svetovnega dvoranskega prvenstva, kjer je osvojila še bronasto medaljo leta 2004, na evropskih prvenstvo pa je osvojila srebrno medaljo leta 2006. 